# Jachcice

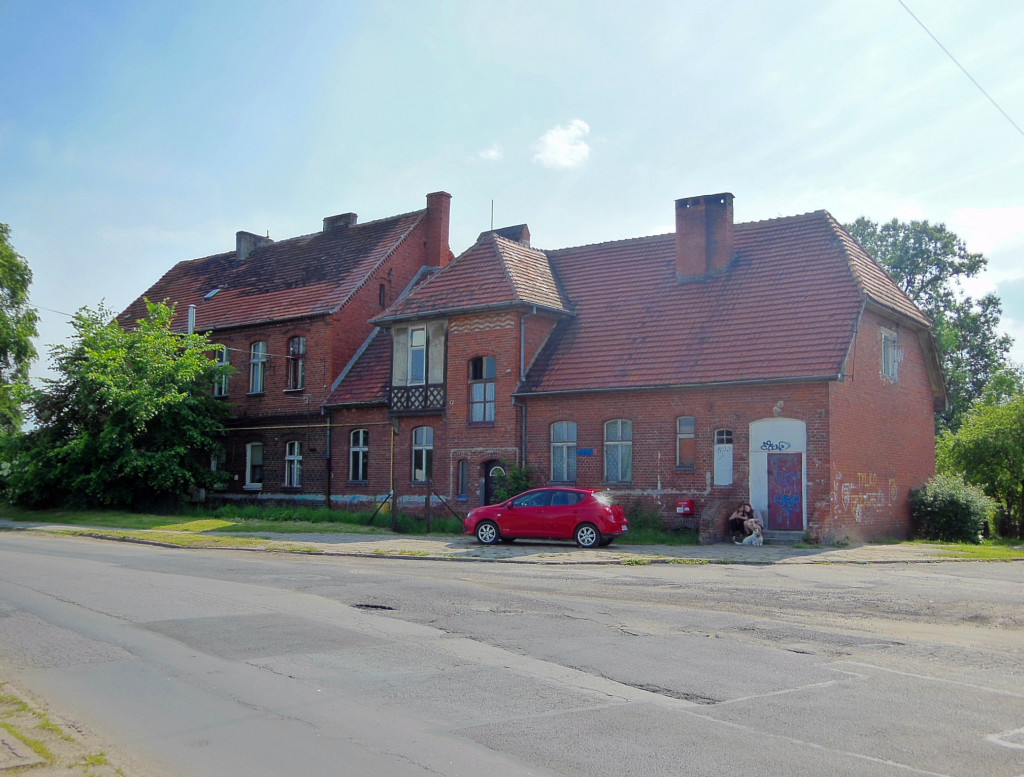
Dawna szkoła powszechna przy ul. Saperów

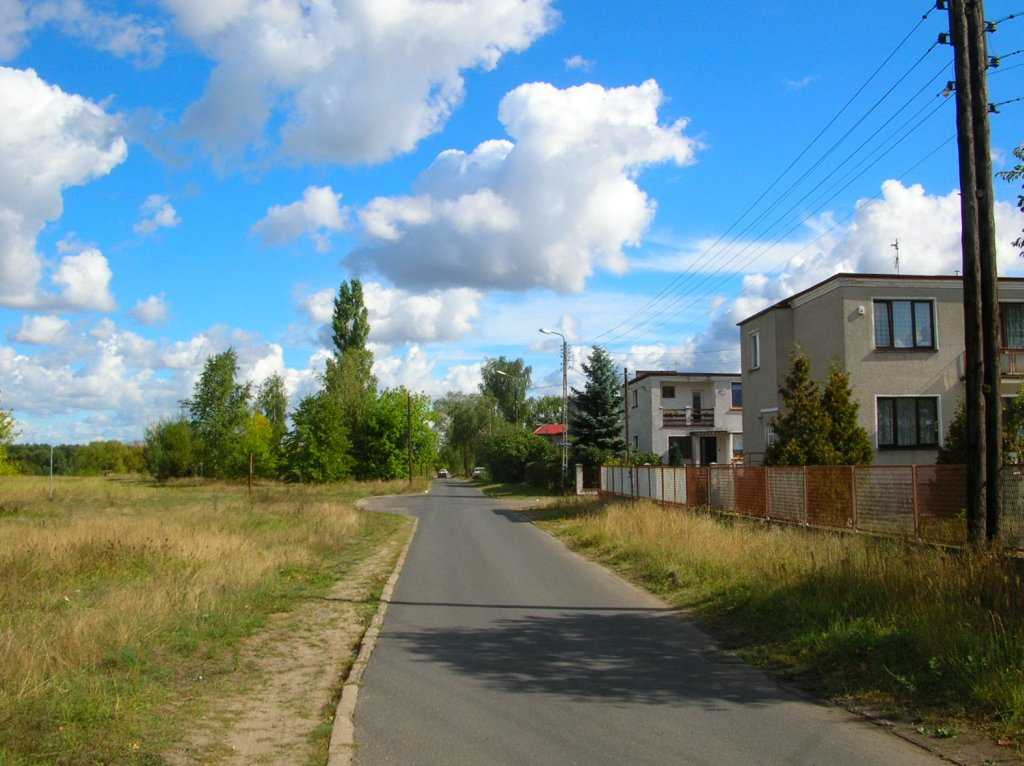
Ul. Komandosów na Jachcicach

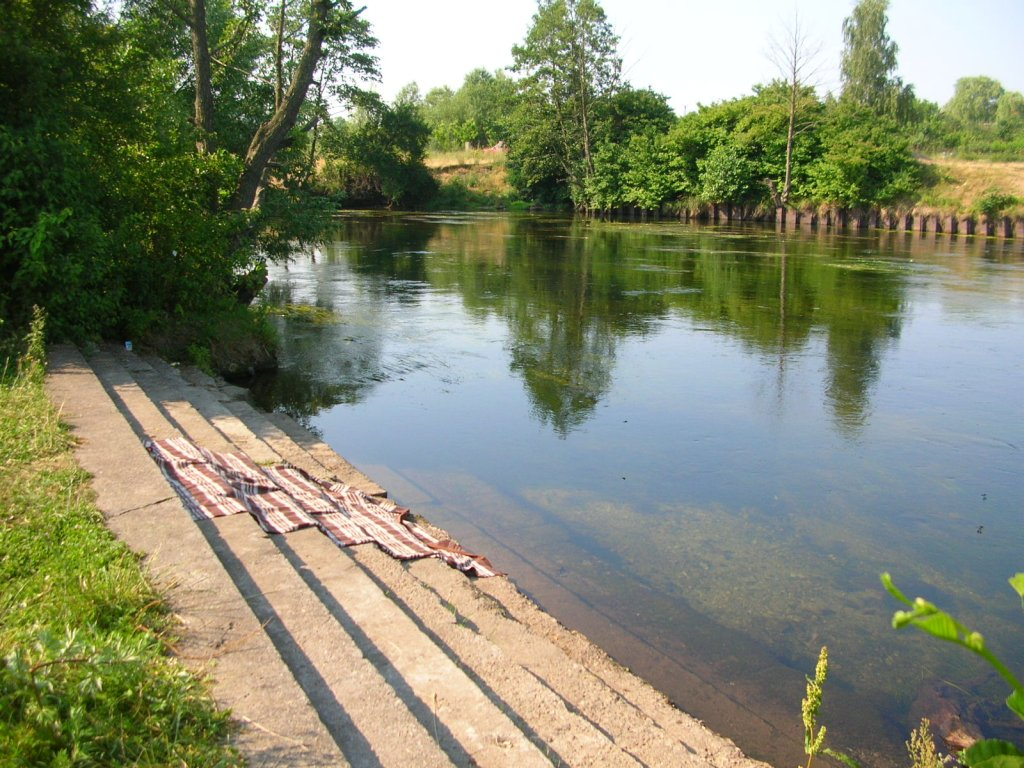
Fragment dawnego kąpieliska na Brdzie

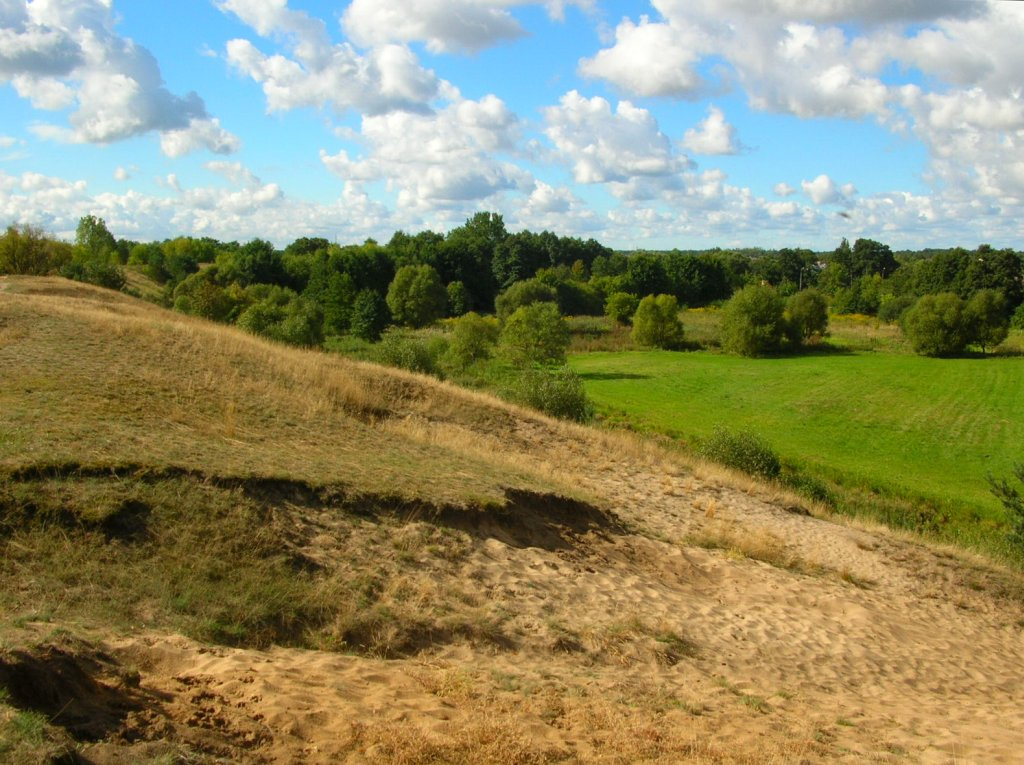
Zbocza teras rzecznych na Jachcicach

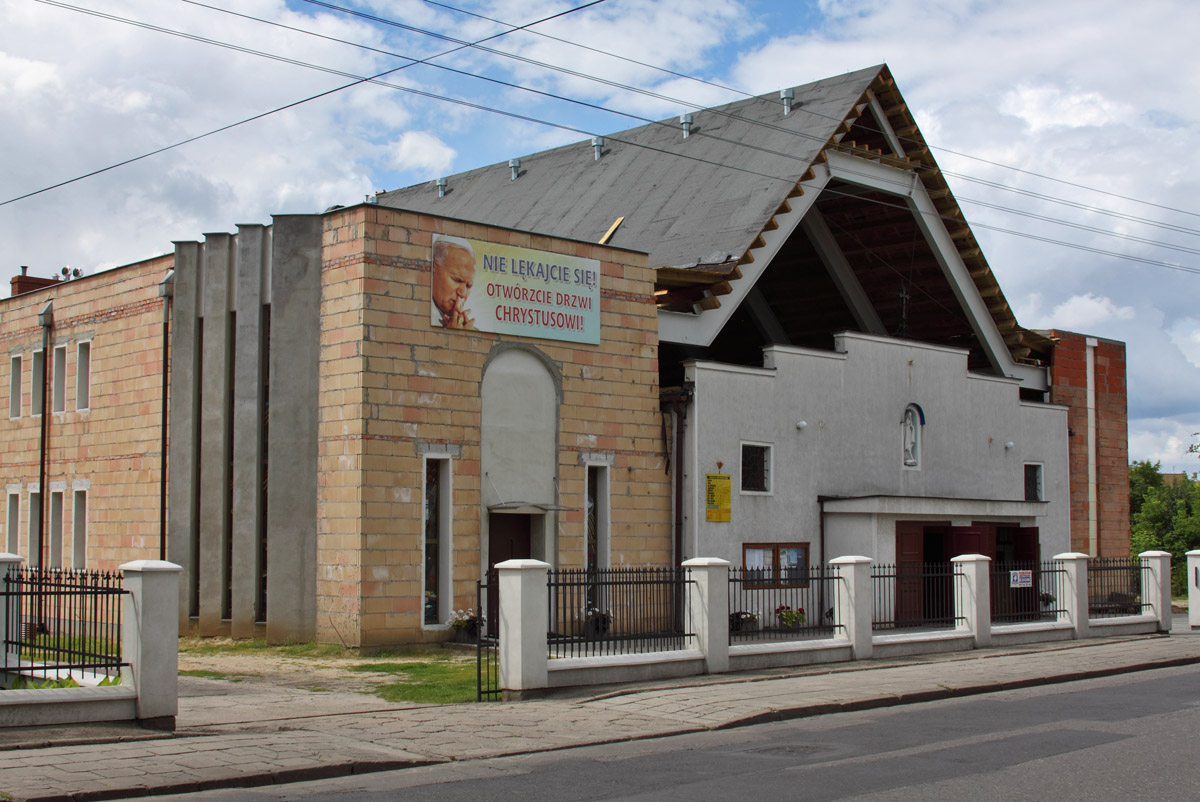
Kościół p.w. Niepokalanego Poczęcia NMP

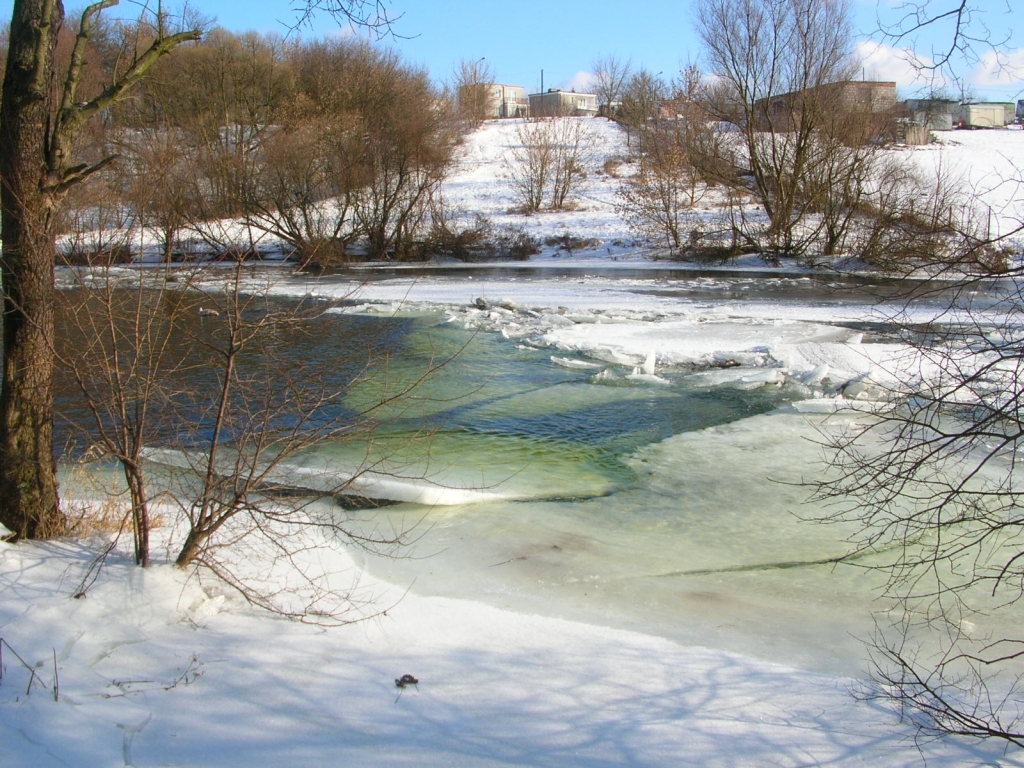
Zima nad Brdą na Jachcicach

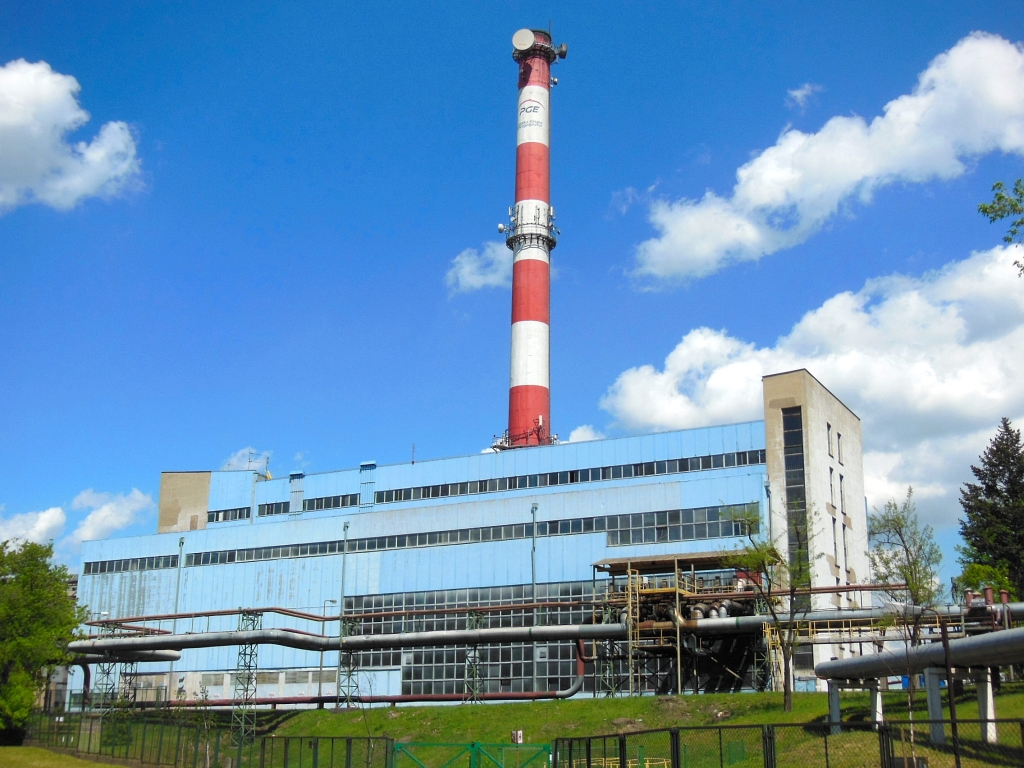
Elektrociepłownia I przy ul. Żeglarskiej

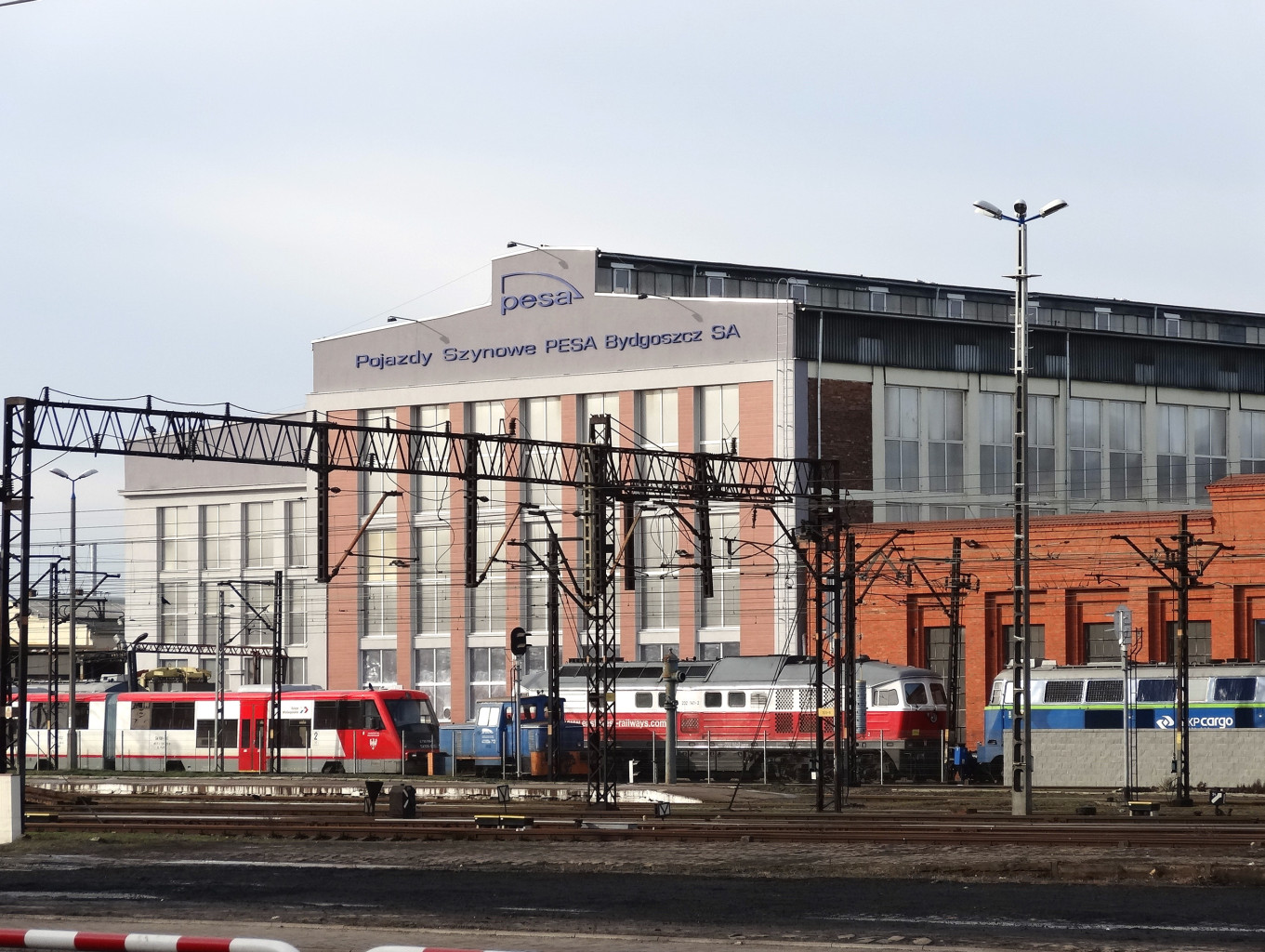
Pojazdy Szynowe PESA Bydgoszcz

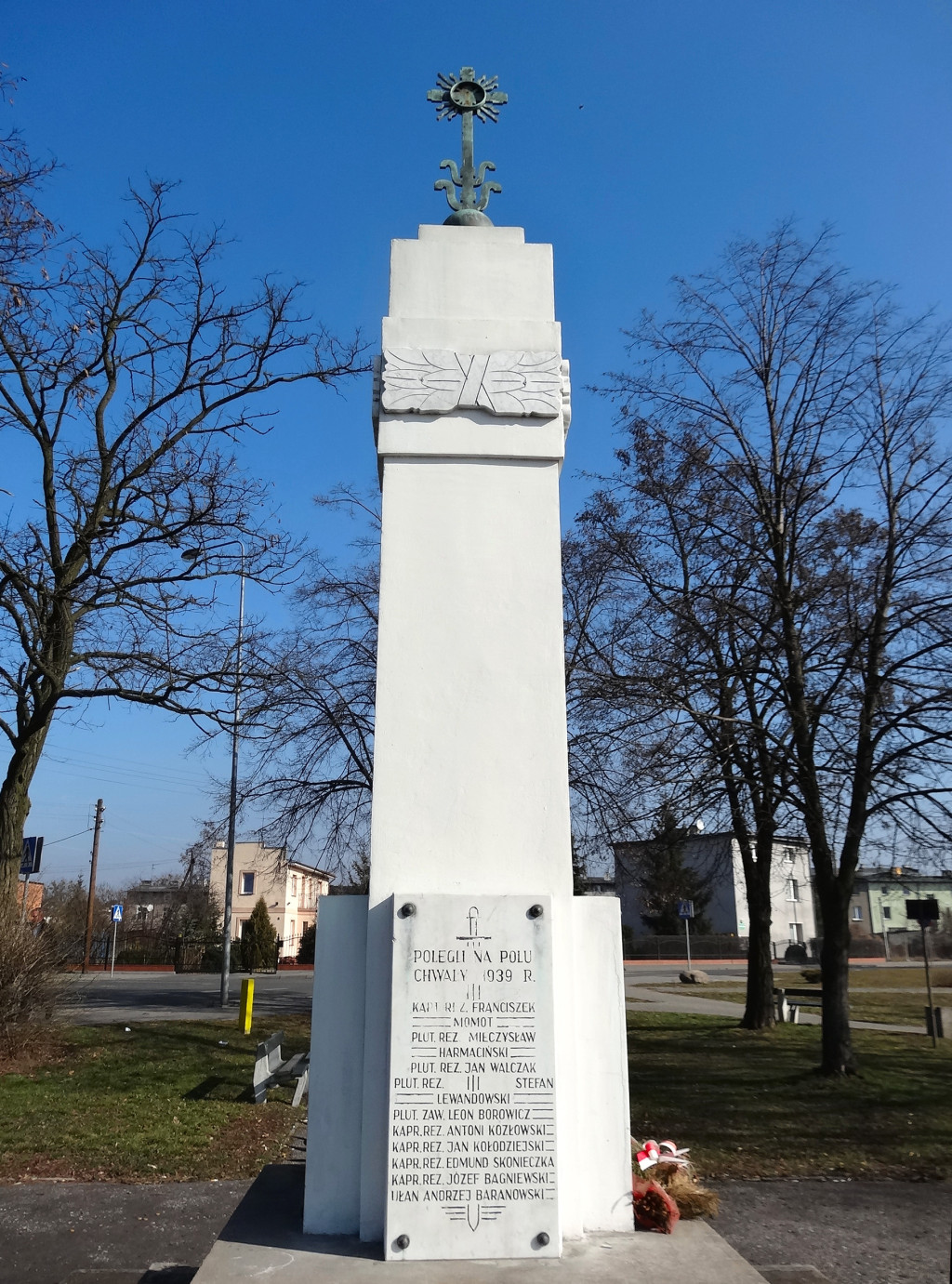
Obelisk ku czci Obrońców Jachcic na skwerze przy ul. Ludwikowo

Jachcice (niem: Jachschirz – 1879, Jadgschütz – 1860) – bydgoska jednostka urbanistyczna (osiedle) położona w północno-zachodniej części miasta, nad lewym brzegiem Brdy. Północna granica Jachcic stanowi granicę miasta Bydgoszczy.

## Położenie
Jednostka urbanistyczna Jachcice usytuowana jest w północno-zachodniej części miasta między dzielnicami Piaski i Czyżkówko na zachodzie, Okole na południu oraz Śródmieście, Bocianowo i Rynkowo na wschodzie. Granicę zachodnią stanowi Brda i ul. Smukalska, południową: Brda i linia kolejowa, zaś północną granica miasta. Wschodni kres stanowi dawna granica wojskowego placu ćwiczeń.
Historycznie do obecnej jednostki urbanistycznej należy gmina Jachcice włączona do miasta w 1920 roku (z wyłączeniem północnego fragmentu, który usamodzielnił się pod nazwą jednostki urbanistycznej (Piaski) oraz Ludwikowo włączone do Bydgoszczy przed 1914 roku.
Pod względem fizyczno-geograficznym osiedle leży w obrębie makroregionu Pradolina Toruńsko-Eberswaldzka, mezoregionu Kotlina Toruńska i mikroregionów: Terasa Bydgoska i Miasto Bydgoszcz. Na północnym skraju występuje ok. 35-metrowe zbocze, które jest granicą makroregionów: Pojezierza Południowopomorskiego i Pradoliny Toruńsko-Eberswaldzkiej. Jego kontynuacją w kierunku wschodnim jest Zbocze Fordońskie sięgające Doliny Dolnej Wisły. Teren położony na krańcach północnych należy do mezoregionu Dolina Brdy i mikroregionu Dolina Sandrowa Brdy. W południowo-zachodniej części osiedla pod warstwą piasków dość płytko (do 4 m) zalegają iły trzeciorzędowe.

## Charakterystyka
Na osiedlu dominuje niska zabudowa domów jednorodzinnych. Część terenu zajmuje las oraz łąki nad Brdą. W okolicy w zasadzie nie ma przemysłu ani uciążliwych tras komunikacyjnych. Przez osiedle biegną jedynie drogi powiatowe (ul. Ludwikowo, Unii Lubelskiej, Żeglarska, Saperów). Jachcice połączone jest z centrum miasta poprzez trasę W-Z (ul. Ludwikowo) oraz ul. Unii Lubelskiej wiodącej pod mostami kolejowymi. Południową część Jachcic (Ludwikowo), leżącą w pobliżu dworca Bydgoszcz Główna zajmuje holding PESA, producent pojazdów szynowych oraz elektrociepłownia ECI.
Południowo-zachodnią część Jachcic zajmuje osiedle domków jednorodzinnych, natomiast nad Brdą znajdują się kompleksy działek rekreacyjnych („Lech”, „Nad Brdą”). Wschodnia część Jachcic to obszar dawnego pruskiego poligonu, zwanego strzelnicą. Obecnie jest to teren zalesiony, a miejscami stepowy teren piaszczysty porośnięty samosiejkami sosny, przypominający krajobraz Pustyni Błędowskiej. W północnej części Jachcic występują zbocza o wysokości ok. 10 m oddzielające piaszczystą Terasę Bydgoską od Doliny Miejskiej Brdy, zaś na północnych krańcach – zalesione zbocze o wysokości 35 m. Na obszarze Jachcic występują zatem w uproszczeniu trzy poziomy: wysoki 80 m n.p.m. (północne krańce), średni 55 m n.p.m. (część wschodnia) i niski 45 m n.p.m. (część zachodnia w pobliżu Brdy). Brda oddzielająca Jachcice od Czyżkówka ma charakter rzeki naturalnej, o czystej wodzie (II klasa). Nad brzegami spotyka się „dzikie” plaże.
Perspektywiczny plan rozwoju dzielnicy zakłada pozostawienie istniejących terenów ogrodniczych, dalszą zabudowę domami jednorodzinnymi oraz stworzenie nad Brdą ośrodków rekreacyjnych. Na terenie Jachcic znajduje się Szkoła Podstawowa nr 36 oraz Gimnazjum nr 28, jak również dwa przedszkola: publiczne i niepubliczne.
Do przedsięwzięć ujętych w „Planie Rozwoju Bydgoszczy na lata 2009-2014”, a dotyczących Jachcic należy: rozbudowa trasy W-Z (ul. Ludwikowo).

### Nazwa
Pierwotną nazwą dzielnicy była forma Zachcice (od Zachta = Zachariasz). Jeszcze przed rozbiorami nazwa przybrała obecną formę - istniał w tym miejscu folwark zwany Jaxice. W pierwszych latach zaborów pruskie władze nie zniemczały jeszcze polskich nazw, jednak około roku 1828 w dokumentach pojawiać zaczyna się niemiecka nazwa Jagdschütz. Dzisiejsza nazwa Jachcice pojawia się wraz z powrotem Bydgoszczy do macierzy w roku 1920. Okolice ulicy Ludwikowo to rejon dawnego folwarku Ludwigshof, noszącego wcześniej polską nazwę Koźlak.

### Ludność
W 1970 roku Jachcice zamieszkiwało 6,5 tys. osób, 20 lat później – 4,8 tys.. W kolejnych latach liczba mieszkańców spadała do 4,3 tys. w 2002 roku i 3,9 tys. w 2010 roku.

### Tereny chronione
Północny skraj jednostki urbanistycznej Jachcice, leżący w obrębie zalesionego zbocza Doliny Sandrowej Brdy należy do Zespołu Parków Krajobrazowych Chełmińskiego i Nadwiślańskiego. Natomiast fragment lasu na północnym wschodzie Jachcic należy do Obszaru Chronionego Krajobrazu Północnego Pasa Rekreacyjnego Miasta Bydgoszczy.

### Rekreacja
Na terenie Jachcic znajdują się około 2 ha terenów zieleni urządzonej i 188 ha zieleni nieurządzonej (43% powierzchni całej jednostki urbanistycznej). Zapleczem rekreacyjnym są lasy otaczające osiedle od północy i wschodu, zielone tereny nadbrzeżne Brdy oraz zieleń krajobrazowa porastająca nieużytki. Jedynym obiektem sportowo-rekreacyjnym na terenie osiedla w 2011 roku był plac zabaw przy ul. Średniej 98.
Rozwój terenów zieleni zawarty w planach urbanistycznych Bydgoszczy zmierza do powołania parku dzielnicowego dla Jachcic w północnej części osiedla mieszkaniowego przy ulicy Saperów, uwzględniającego urządzenia sportowe przeznaczone dla różnych grup wiekowych. Duży potencjał rekreacyjny na Czyżkówku prezentuje nabrzeże Brdy, docelowo przeznaczone pod bulwar nadrzeczny.

## Historia

### Prehistoria
Począwszy od lat 60. XX w. na wyższych terasach doliny Brdy w rejonie Jachcic odkrywano kompleks stanowisk archeologicznych z różnych epok. Są to przede wszystkim obozowiska z paleolitu schyłkowego należące do kultury świderskiej oraz mezolityczne związane z kulturą chojnicko-pieńkowską i komornicką. Na Jachcicach odkryto także osady ludności kultury pucharów lejkowatych, amfor kulistych, kultury łużyckiej i z wczesnego średniowiecza.

### Nowożytność
Jachcice po raz pierwszy pojawiły się w źródłach pisanych w 1346 roku w opisie patrymonium miejskiego Bydgoszczy. We wczesnym średniowieczu zbudowano tu tzw. Wały Kujawskie, których chronologia i funkcje nie zostały dotychczas dostatecznie wyjaśnione. W 1494 roku Mikołaj i Bartłomiej z Nieciszewa nadali połowę wsi Jachcice karmelitom bydgoskim. W 1565 roku areał pól obejmował 2 łany, odnotowano również młyn i karczmę. W XVIII wieku istniał tu folwark, oddany w dziedziczną dzierżawę. Według danych statystycznych, za czasów pruskich w 1818 roku folwark i wieś Jachcice liczyły 29 domów zamieszkanych przez 163 osoby. Spis miejscowości rejencji bydgoskiej z 1833 r. podaje, że na Jachcicach mieszkało 207 osób (139 ewangelików, 68 katolików) w 38 domach. Według opisu Jana Nepomucena Bobrowicza z 1846 roku wieś należała do rządowej domeny bydgoskiej. Według kolejnego spisu z 1860 r. miejscowość liczyła 260 mieszkańców (186 ewangelików, 74 katolików) w 35 domach. Dzieci ewangelickie uczęszczały do szkoły w Smukale, a dzieci katolickie do szkoły w Bocianowie. Miejscowość należała do parafii katolickiej i ewangelickiej w Bydgoszczy.
Słownik geograficzny Królestwa Polskiego dla roku 1884 podaje, że we wsi (niemiecka nazwa w XIX wieku: „Jagdschütz”) mieszkało 420 osób (339 ewangelików, 81 katolików) w 40 domostwach. Około jedna trzecia mieszkańców była analfabetami. Przy miejscowości znajdowało się nadleśnictwo. Z kolei w 1910 roku było tu 132 budynków i 1104 mieszkańców, w tym 128 posługiwało się językiem polskim, a 946 – niemieckim. Księgi gruntowe nie podają, kto gospodarzył na Jachcicach przed zaborami.
Od 1847 roku, w związku z wykupem ziemi pod linię Pruskiej Kolei Wschodniej, Jachcice stały się obiektem spekulacji – właściciele folwarku sprzedawali grunty, dzieląc je na mniejsze działki. W 1874 roku folwark nabyła mieszkanka Bydgoszczy, wdowa Katarzyna Tur, a sześć lat później, w drodze licytacji, właścicielką Jachcic stała się chojniczanka, również wdowa Jadwiga Ulatowska. Ona też zmniejszyła obszar folwarku o prawie 97 ha, sprzedając je pruskim władzom wojskowym, które na terenie tym urządziły plac ćwiczeń ze strzelnicą. Resztę folwarku nabył w 1884 roku Herman Witte, który ostatecznie rozparcelował pozostałą ziemie – w ten sposób przestał istnieć folwark Jachcice. Z tamtych czasów pozostały resztki młyna wodnego i folwarcznej cegielni.
W 1879 roku po wielu latach starań zbudowano na Jachcicach szkołę (dzisiejszy budynek przy ul. Saperów 207). Realizacja przez dzieci obowiązku szkolnego napotykała we wcześniejszym okresie na wielkie trudności z powodu znacznego oddalenia Jachcic od szkół w Bydgoszczy.
Za czasów zaboru Jachcice pozostawały w cieniu miasta i rozwijały się stosunkowo wolno, a większość ich mieszkańców pracowała na kolei. Dawni ojcowie miasta nie byli tą dzielnicą zainteresowani i nawet księgi adresowe Bydgoszczy z okresu zaborów nie wspominają o Jachcicach, mimo że wymieniają mieszkańców innych przedmieść, nienależących wówczas administracyjnie do Bydgoszczy. Przyczyną tego stanu rzeczy było prawdopodobnie oddzielenie Jachcic od miasta linią kolei żelaznej i dworcem kolejowym, podczas gdy przed 1851 r. istniało naturalne połączenie z miastem w przedłużeniu ul. Dworcowej. Wybudowane wówczas nad torami kładki przy ul. Zygmunta Augusta (w osi ulicy Rycerskiej), z uwagi na okrężność drogi, niewiele przyczyniły się do rozwoju Jachcic. W czasach PRL wiadukt nad torami został zamknięty dla ruchu kołowego (pozostała tylko kładka dla pieszych, rozebrana w 2010 roku), a przekształcenie dawnej ścieżki holowniczej nad Brdą pod mostami kolejowymi w drogę kołową łączącą Jachcice z resztą miasta niewiele w tej sytuacji zmieniło. Dopiero po ukończeniu trasy W-Z Jachcice zyskały szybkie i bezpośrednie połączenie drogowe z resztą miasta; niestety, planowanego już w latach 70. XX wieku przyspieszonego połączenia autobusowego Jachcice – Czyżkówko – Śródmieście nie uruchomiono do dziś.
W 1920 roku gmina Jachcice o powierzchni 552,24 ha włączona została do Bydgoszczy. Poza granicami zostało natomiast nadleśnictwo Jachcice. W 1929 roku wybudowano tu elektrownię miejską, co przyczyniło się do rozwoju dzielnicy, jednakże jej pełny rozwój nastąpił dopiero po II wojnie światowej, kiedy to na miejscu dawnego placu ćwiczeń wojskowych powstało osiedle domów jednorodzinnych. Zostało zbudowane dzięki społecznemu zaangażowaniu i pracy przyszłych jego mieszkańców (przede wszystkim pracowników ówczesnych Zakładów Naprawczych Taboru Kolejowego - dzisiaj Pojazdy Szynowe PESA Bydgoszcz), a zwłaszcza Zofii Ciupa, Tadeusza Jasińskiego, Włodzimierza Brzezińskiego i Eugeniusza Kikosickiego. Za swoje zasługi na rzecz budowy osiedla Jachcice otrzymali w 2011 roku Medale Prezydenta Miasta Bydgoszczy.
W okresie międzywojennym, w latach 1934-1936 przy ul. Żeglarskiej wybudowano od podstaw szkołę według projektu architekta inż. Orlicza. Do wybuchu II wojny światowej nazywała się siedmioklasową publiczną szkołą powszechną im. Marii Curie-Skłodowskiej.
W 1958 roku na terenie dzielnicy powołano do istnienia rzymskokatolicką Parafię Niepokalanego Poczęcia Najświętszej Maryi Panny, której pierwszym proboszczem został ks. Wacław Maciocha. O własnej parafii myślano jeszcze przed II wojną światową; planowano wówczas, że kościół stanie u zbiegu ulic Ludwikowo i Kąpielowej, jednakże budowa kościoła św. Antoniego na sąsiednim Czyżkówku sprawiła, że budowa kościoła na Jachcicach nie doszła ostatecznie do skutku. Obecny budynek kościoła powstał w 7 tygodni: budowę rozpoczęto 8 kwietnia 1958 roku, a poświęcenie kaplicy miało miejsce już 26 maja tego samego roku. W 2008 roku została rozpoczęta budowa nowego kościoła, w związku z czym w maju 2014 roku nastąpiło wyburzenie starej świątyni, a sprawowanie kultu przeniesiono czasowo do domu parafialnego. W listopadzie 2014 roku biskup bydgoski poświęcił kamień węgielny budowanej świątyni.
Intensywniejsza zabudowa mieszkaniowa osiedla datuje się od 1961 roku, kiedy bydgoska Miejska Rada Narodowa wyznaczyła na tym terenie działki budowlane pod budownictwo indywidualne, finansowane ze środków własnych ludności. W ślad za tym nie szły jednak przedsięwzięcia dotyczące uzbrojenia terenów i budownictwa usługowego, jako że główny front robót dotyczył osiedli budownictwa wielorodzinnego realizowanych na górnym i dolnym tarasie miasta, a następnie w dzielnicy Fordon. Zrealizowane w tym okresie budownictwo jednorodzinne zostało skoncentrowane przy ul. Saperów, gdzie w sposób zorganizowany zostały zrealizowane osiedla domków dla pracowników PKP.
15 września 2017 oddano do użytku bibliotekę osiedlową przy ul. Czołgistów 8, powstałą kosztem 800 tys. zł.
W październiku 2019 rozpoczęto budowę kładki dla pieszych między Czyżkówkiem a Jachcicami, łączącej ul. Świekatowską i Jednostronną, o długości ok. 67 m i szerokości ponad 8 m (droga rowerowa o szerokości 2,75 m oraz chodnik o szerokości 2 m), wykorzystującej planowaną konstrukcję nośną umożliwiającą przeprowadzenie nad Brdą ciepłociągu.

### Poligon
Plac ćwiczeń na Jachcicach (niem. Jagdschütz) powstał w końcu XIX wieku dla pruskich jednostek artyleryjskich skoszarowanych w Bydgoszczy, m.in. 2. Pomorskiego Pułku Artylerii Polowej nr 17 i Środkowopomorskiego Pułku Artylerii Polowej nr 53. Używany był także przez inne jednostki wojskowe. Zajmował wylesiony w tym celu, piaszczysty, płaski obszar położony na wschód od ul. Saperów i sięgał aż do skarpy północnej. Wschodnią jego granicą była obecna granica Jachcic z Rynkowem. Plac ćwiczeń użytkowany był w dwudziestoleciu międzywojennym i w czasie II wojny światowej. Po wojnie większość terenu przekazano Lasom Państwowym. Od 1995 r. władze Bydgoszczy podejmowały prace planistyczne, zmierzające do przeznaczenia terenu o pow. 250 ha na cele nieleśne, docelowo w celu usytuowania tamże nowych osiedli mieszkaniowych. Obecnie istnieje ogrodzona strzelnica wojskowa w południowo-wschodniej części obszaru (na terenie Rynkowa), natomiast dawny plac ćwiczeń objęła sukcesja roślinności.

### Kąpielisko na Brdzie
W 1967 r. na Jachcicach władze Bydgoszczy urządziły kąpielisko z plażą dla ok. 2 tys. osób. Mogło ono powstać na Brdzie, ponieważ woda nawet w okresie największego zanieczyszczania ściekami w latach 70. i 80. była tu stosunkowo czysta (strefa ujęcia wody, obecnie klasa II). Lokalizację kąpieliska w latach 70. uznawano za tymczasową, bez perspektyw rozbudowy, gdyż powyżej planowano podpiętrzenie Brdy w zbiorniku zaporowym. W tym czasie znajdowały się tu pomosty, szatnia z rozbieralnią, ubikacje oraz budynek funkcyjny.

## Nazwy ulic
Nazwy ulic Jachcic związane są z:
- wojskiem (Batalionów Chłopskich, Józefa Bema, Czołgistów, Grenadierów, Gwardzistów, Kanonierów, Komandosów, Partyzantów[27], Poligonowa, Rakietowa, Saperów, Spadochroniarzy[28])
- zawodami (Kolejarska, Kosmonautów, Racjonalizatorów)
- postaciami historycznymi lub literackimi (Kmicica, Księcia Witolda, Leszka Białego, Szamarzewskiego, Zagłoby, Zawiszy Czarnego)
- z bliskością Brdy (Błotna, Jachtowa, Kąpielowa, Piaski, Żeglarska) lub szerzej - z położeniem topograficznym (Niecała, Okrężna, Poprzeczna, Półwiejska, Średnia, Zakątek, Zamknięta)
- z miejscowościami (Krzemieniecka, Olsztyńska, Starogardzka).

## Komunikacja miejska
Przez osiedle biegną następujące linie komunikacyjne:
Linie autobusowe dzienne:
- 54 Błonie – Piaski – (Smukała) (wybrane kursy przez: Pileckiego)
- 83 Tatrzańskie - Czyżkówko

Linia autobusowa nocna: 
- 33N Piaski - Tatrzańskie (wybrane kursy do Łoskoń/Zajezdnia)

Zmiana trasy linii 54 w dniu 24.11.2012 r. wywołała liczne protesty mieszkańców Jachcic. Wcześniej linia kursowała z Piasków do dworca autobusowego.